# Île de la Commune (Seine)
Pour les articles homonymes, voir Île de la Commune.
L'île de la Commune est une îles sur la Seine qui se trouve dans le nord-ouest des Yvelines, à 20 km environ au nord-ouest de Paris, le long de la rive gauche du fleuve dont elle est séparée par le « bras de la Petite Rivière ».

## Description
Elle est attachée administrativement à la commune de Maisons-Laffitte. Dans son prolongement amont se trouve l'île de la Borde dont elle était séparée autrefois par un étroit bras du fleuve aujourd'hui comblé.
Actuellement, une partie d'île abrite principalement des aires récréatives et terrains municipaux des sports et l'autre héberge un camping international. Elle est reliée à Maisons-Laffitte par une passerelle piétonne pour la partie municipale et par un pont-passerelle pour l'accès au camping.
Le pont ferroviaire de la ligne Paris - Rouen prend appui sur la partie nord de l'île pour traverser la Seine.

## Aménagements
Le stade municipal de l’île de la commune est composé d’une zone de loisirs avec une piste routière, des terrains de sports collectifs, de tennis et de pétanque et d’une zone de glisse urbaine ainsi que d'une zone de jeu compétition avec un terrain en herbe (rugby et football), un terrain stabilisé, une aire de tir à l’arc et un stand de tir. Deux clubs de sports sont présents au Stade de l’Île de la Commune : le Rugbyvelines MLSGP et la Compagnie d’Arc (Tir à l’Arc).
Le camping, ouvert d'avril à octobre, est doté de 100 emplacements pour caravanes et de 65 mobile-homes.

## Galerie

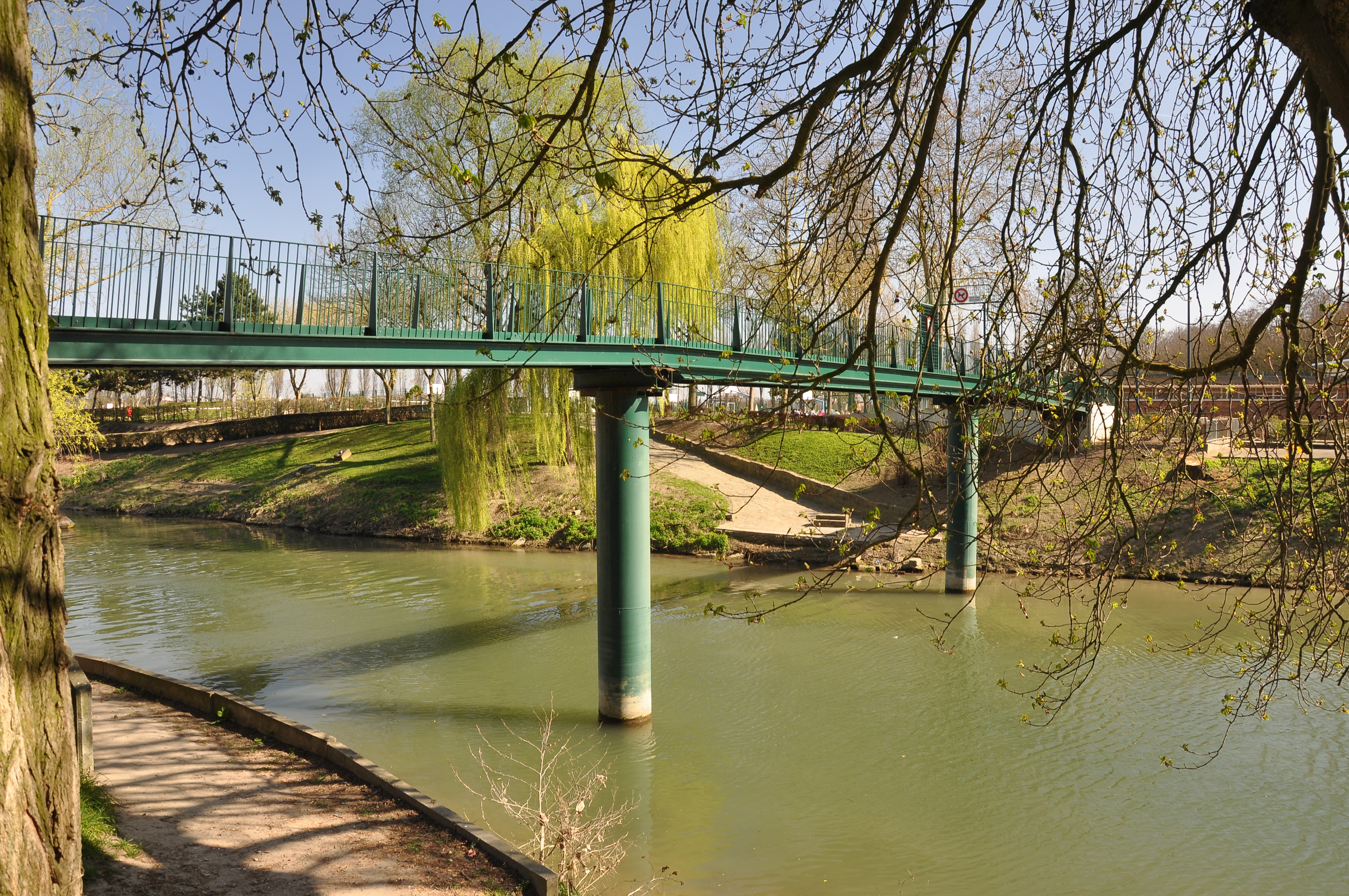
Passerelle piétonne sur l'île.
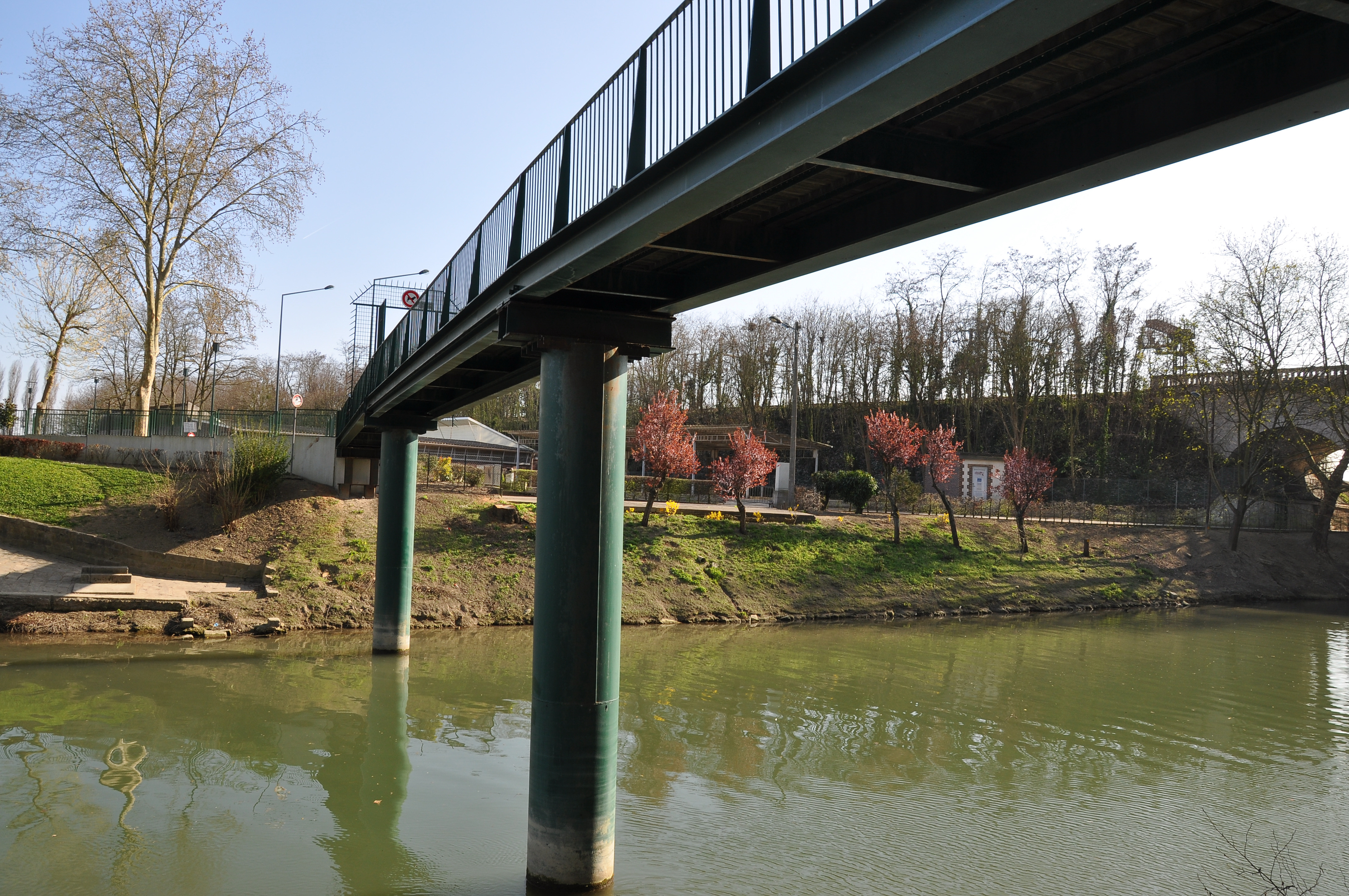
La même passerelle.
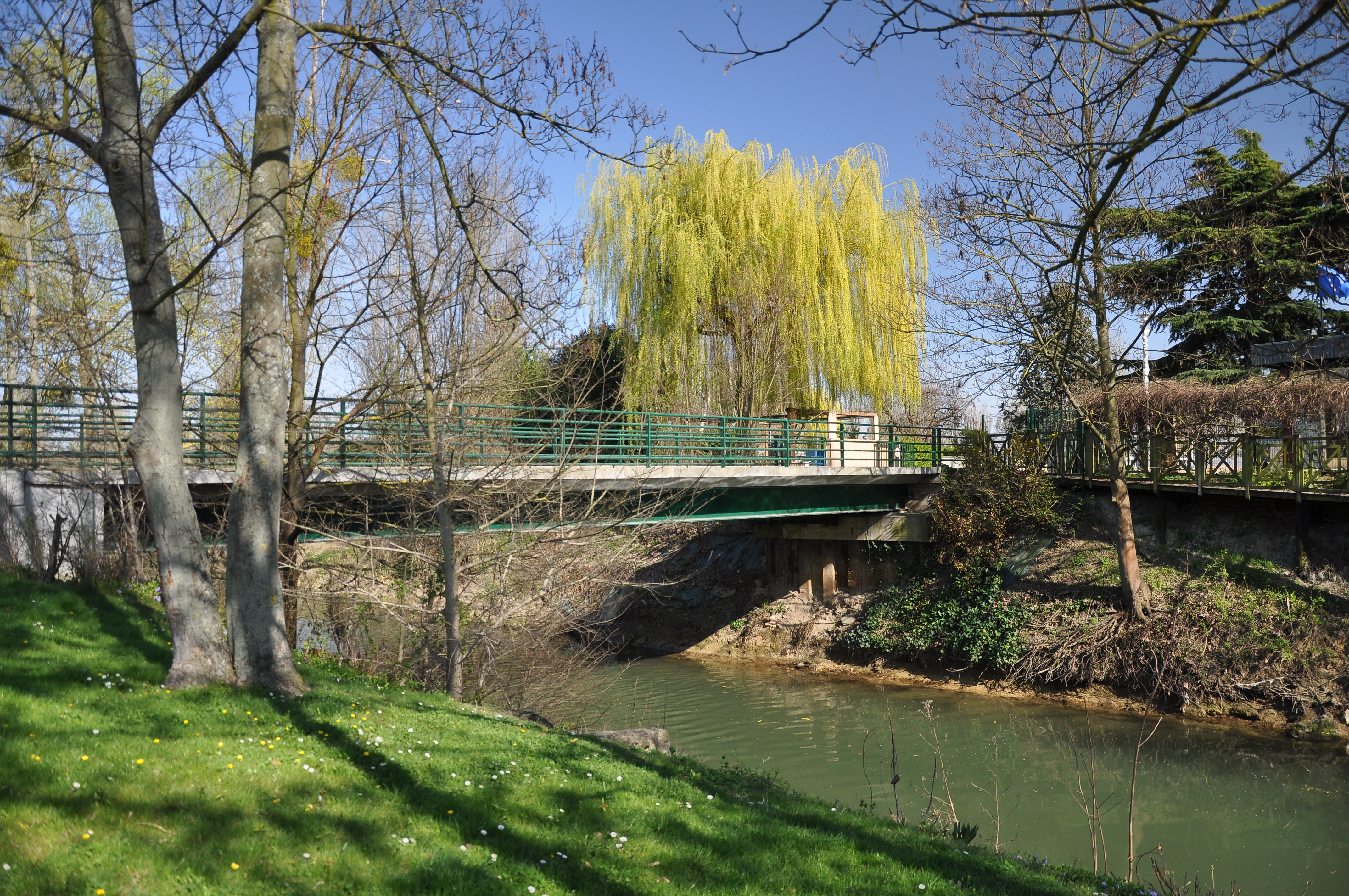
Pont vers le camping international.